# Толмачево (Вологодская область)
Толмачево — деревня в Череповецком районе Вологодской области.
Входит в состав Югского сельского поселения (с 1 января 2006 года по 8 апреля 2009 года входила в Сурковское сельское поселение), с точки зрения административно-территориального деления — в Сурковский сельсовет.
Расстояние до районного центра Череповца по автодороге — 37 км, до центра муниципального образования Нового Домозерова по прямой — 14 км. Ближайшие населённые пункты — Чабино, Высоково, Сурково.
По данным переписи в 2002 году постоянного населения не было.